# Cláusula de exclusión voluntaria

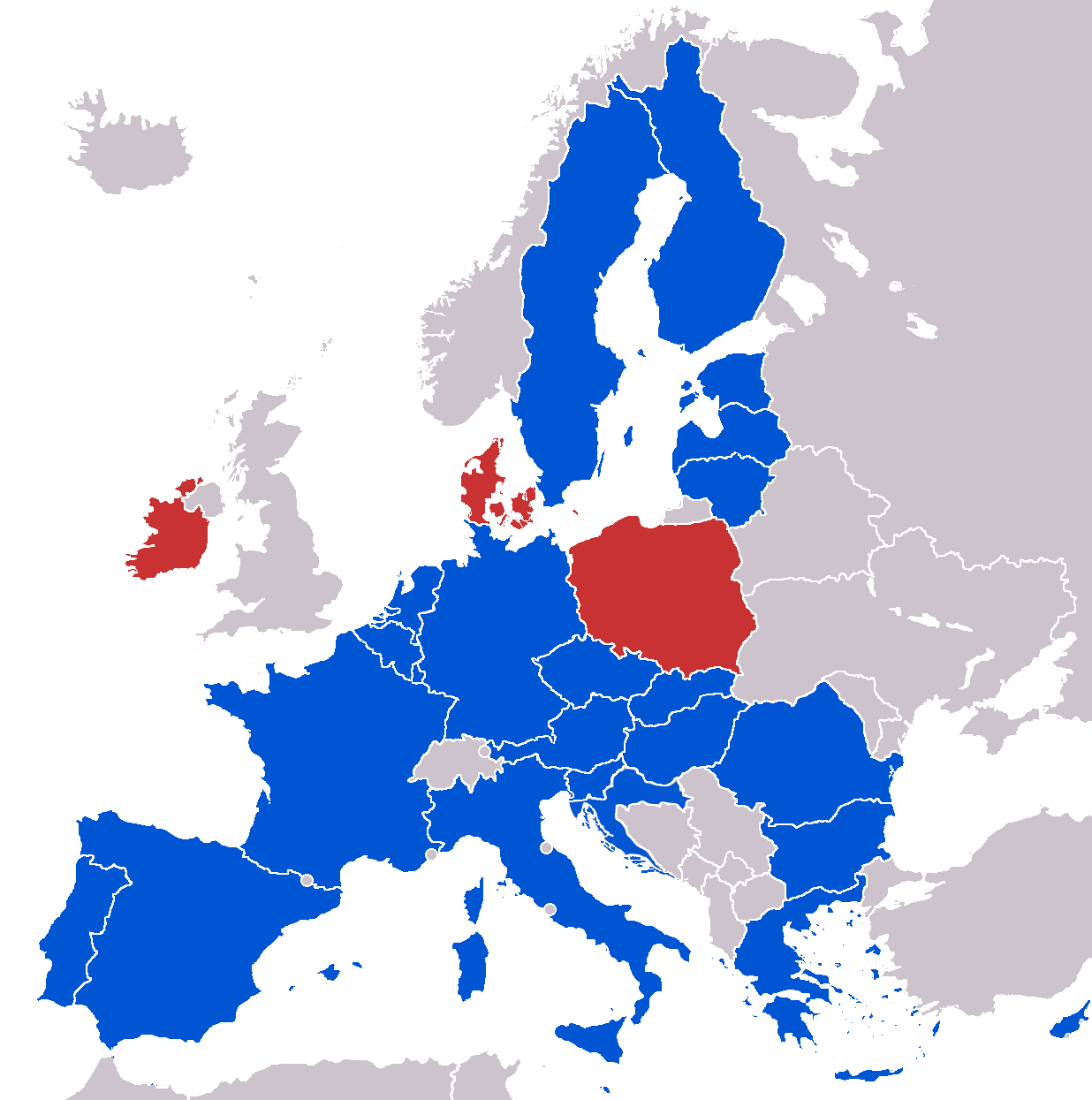
Estados miembros:
con al menos una exclusión voluntaria
sin exclusión voluntaria (se aplican todas la políticas y legislación europeas)

Una cláusula de exclusión voluntaria es una excepción a la legislación de la Unión Europea, dicha cláusula puede ser invocada por cualquier Estado de la Unión. Constituye una manera de garantizar que cuando un Estado miembro no desee participar en un ámbito particular de la política comunitaria, pueda quedarse al margen e impedir un bloqueo general de dicha política en el resto de los Estados. Esta cláusula se basa en el principio de cooperación leal, que se consagra en el Artículo 4.3, Título I, del Tratado de la Unión (TUE), que obliga a las instituciones comunitarias y a los Estados miembros a no impedir o interferir a la integración o la consecución de los objetivos de la Unión. Y es que, aunque son una minoría, ciertos Estados miembros están menos integrados en la UE que otros. En la mayoría de los casos esto se debe a que se les ha concedido una exención en un ámbito particular de la cooperación comunitaria.
Así, por ejemplo, según el Tratado de Lisboa la Carta de los Derechos Fundamentales de la Unión Europea no se aplica plenamente por el Tribunal Europeo de Justicia en Polonia, aunque aún se aplica a la esfera de la legislación de la UE. El Tratado proporciona a los países con la opción de optar por salir de determinadas políticas de la UE en el ámbito de la cooperación policial y del derecho penal. Las disposiciones del Tratado en el proyecto marco de la cumbre de junio de 2007 declaró que la división del poder entre los Estados miembros y la Unión es un proceso bidireccional. Irlanda por su parte ha optado por opciones de excepción en materia de asilo, visas e inmigración. El Tratado le da derecho de excepción en lo referente a justicia y asuntos internos.
La singularidad más notable es la excepción de la Unión Económica y Monetaria, es decir, de la adopción del euro como única moneda de curso legal. Mientras que la mayoría de los países de la Unión Europea están obligados a adoptar esta moneda cuando estén preparados, Dinamarca ha obtenido el derecho de conservar su moneda independiente, la corona danesa. También se han concedido otras cláusulas similares en materia de defensa y ciudadanía europea. El Acuerdo de Schengen, por ejemplo, se adoptó solo parcialmente, ya que Irlanda no participa en ella.

## Carta de los Derechos Fundamentales de la Unión Europea
En el momento de ratificar el Tratado de Lisboa, Reino Unido y Polonia introdujeron un Protocolo (el número 30) por la que se pretendía limitar la eficacia creadora de derechos de la Carta. El Protocolo consta de dos artículos. El primero de ellos afirma que la Carta no amplía las competencias del Tribunal de Justicia de la Unión Europea ni de los tribunales nacionales para apreciar que las acciones estatales de ambos países sean incompatibles con los derechos reconocidos en la Carta. En el artículo 2, «a fin de no dejar lugar a dudas», se reafirma esta excepción en particular para los derechos contenidos en el Título IV (Solidaridad).
Los motivos de estos dos Estados miembros para interponer estas excepciones son diversos. A Reino Unido le preocupa la posible ampliación de derechos sociales y económicos que podría acarrear la aplicación de la Carta. Polonia, por su parte intenta limitar posibles efectos de esta en su Derecho de Familia (sobre todo, para evitar el matrimonio homosexual). 
También la República Checa anunció que se sumaría a este protocolo, y así lo exigió su presidente Václav Klaus como requisito para ratificar el Tratado de Lisboa. En este caso, Chequia temía la anulación de los Decretos de Beneš del Presidente de la República de los años 1945-1946, expulsando a familias alemanas del territorio y confiscando sus tierras. No obstante, en 2014, un nuevo gobierno de centroizquierda anunció que el país ya no buscaría que se excepcionara la aplicación de la Carta en su territorio.